# Christiana Abiodun Akinsowon
Christiana Abiodun Akinsowon, född 25 december 1907 i Abeokuta i Nigeria, död 1994, var en nigeriansk kyrkoledare och profet inom Cherubim & Seraphim-rörelsen.
Abioduns föräldrar var den beninske metodistpastorn B A Akinsowon och Alaketu av Ketu.
Den 18 juni 1925 gick Abiodun och två av hennes kusiner för att titta på den årliga, katolska Corpus Christi-processionen på Lagos gator.
Abiodun såg en ängel och föll i trance, under vilken hon gjorde andliga erfarenheter som kom att prägla hennes fortsatta verksamhet.
När Abiodun inte vaknade ur sin dvala sände hennes farbror efter helandepredikanten Moses Orimolade Tunolase. Tunolase lyckades genom förbön väcka Abiodun. Tillsammans bildade de båda, i september samma år Seraphim Band, senare kallat Cherubim & Seraphim.
Kapten Abiodun, som hon nu kallades av sina anhängare, kom trots sin unga ålder att spela en ledande roll inom rörelsen genom de drömmar, visioner och profetiska tilltal som hon fick. 1927 genomförde hon en väckelsekampanj i västra Nigeria där hon uppmanade människor att lämna animismen och ansluta sig till kristendomen. Många följde Abioduns uppmaning och lokala Cherubim & Seraphim-församlingar bildades i Abeukuta och Ibadan-regionerna.  
1929 kom det till en brytning mellan Abiodun och Tunolase. De församlingar som valde att följa Abiodun organiserade sig i Cherubim and Seraphim Society. 
Christiana efterlämnade en dotter som idag har en ledande ställning inom Cherubim & Seraphim-rörelsen i USA.